# Max Bucksath

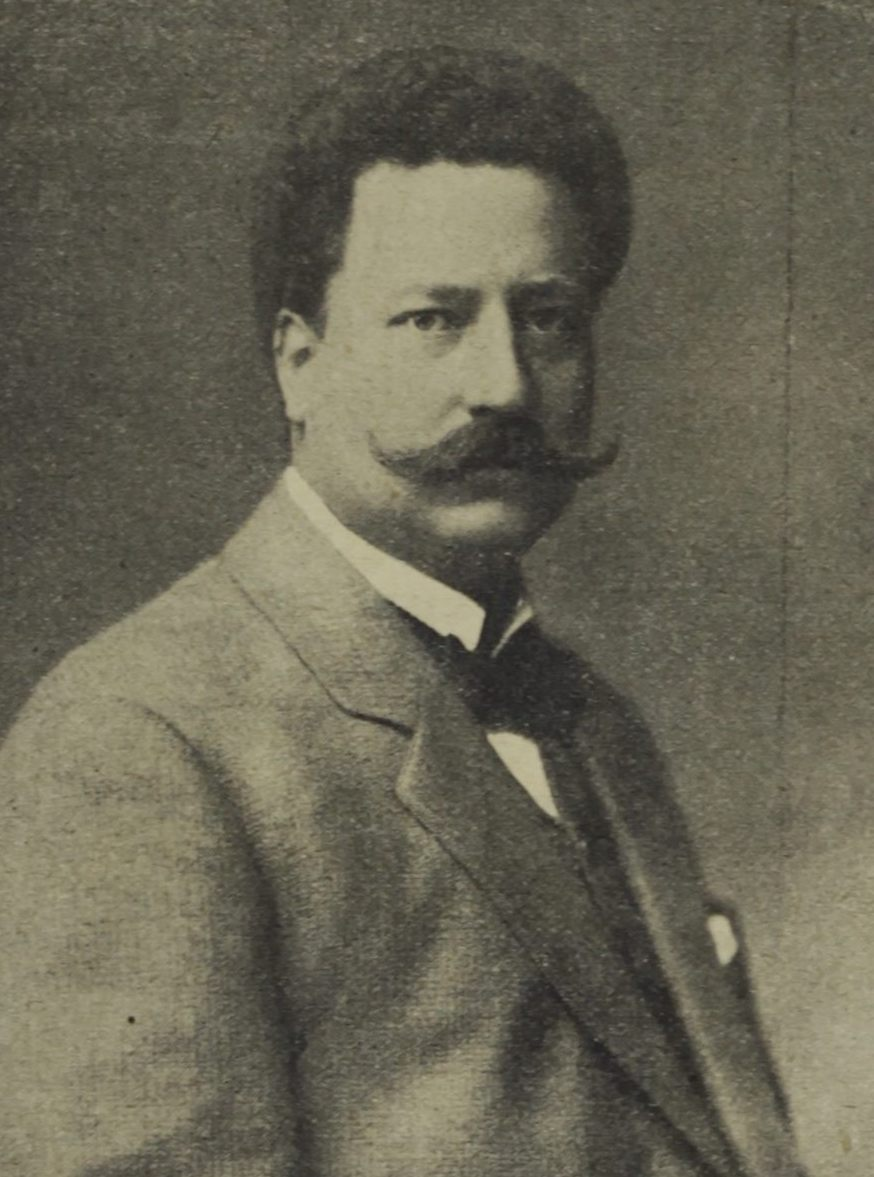
Max Bucksath, um 1901

Max Bucksath (* 1. Oktober 1865 in Bremen; † 22. August 1935 in Wiesbaden) war ein deutscher Opernsänger (Bariton).

## Leben
Bucksath, Sohn des Malers Jacobus Johannes Bucksath (1829–1890)  wollte nach Absolvierung des Gymnasiums selber Maler werden. Dazu betrieb er künstlerische Studien bei Arthur Fitger. Nach drei Jahren vertauschte er die Bildende Kunst mit der Darstellenden und nahm in Bremen bei Sigmund Garso Gesangsunterricht. 
Da es ihm jedoch bald an den nötigen Mitteln fehlte, beschloss er Kaufmann zu werden. Er schiffte sich nach Ostindien ein und war sieben Jahre in Sumatra als Pflanzer und Verwalter auf Tabakplantagen tätig.
1893 kehrte er nach Europa zurück und ließ sich in München nieder, wo er Gesangsstunden bei dem Gesangslehrer Karl Erler nahm und seine Studien danach bei Franz Fischer und Heinrich Porges vervollkommnete. Sein dramatischer Lehrer war Opernregisseur Robert Müller. Nach erfolgreichem Probesingen debütierte er am Schweriner Hoftheater.
Von Schwerin wechselte er an das Hoftheater nach Mannheim (1902–1905), danach war er 1905–1906 in Magdeburg tätig.
Er lebte dann gastierend in Magdeburg und seit etwa 1913 in Wiesbaden. Von dort wirkte er noch bis mindestens 1921.
Bucksath galt als großer Wagnerinterpret.